# Gurué
Gurué (ook: Gurúè) is een stad in de Mozambikaanse provincie Zambezia. Het is de hoofdplaats van het district Gurué. Voor de Mozambikaanse onafhankelijkheid in 1975 heette de plaats Vila Junqueiro. Op 24 februari 1971 verkreeg het de status van stad.

## Geografie
Gurué bevindt zich op een hoogte van 725 meter boven zeeniveau en heeft een gematigd klimaat met relatief veel regen. De stad wordt omgeven door theeplantages die zijn aangelegd op heuvels. Het gebied ten noorden van de stad is bergachtig en de Namuli, de op een na hoogste berg van Mozambique, bevindt zich op 10 km afstand van de Gurué.

## Bevolking
De stad wordt vooral bewoond door mensen die behoren tot de Lomwé-stam. De stad is de zetel van een rooms-katholiek bisdom.